# Sjedinjenje
Sjedinjenje (eng. Unity) sedamnaesta je epizoda treće sezone američke znanstveno-fantastične serije Zvjezdane staze: Voyager. 

## Radnja
Vraćajući se s izvidničke misije, Chakotay i zastavnica Kaplan primaju federacijski poziv u pomoć s jednoga planeta. Lansiraju sondu kako bi obavijestili Voyager gdje se nalaze i polako se spuštaju na planet. Ubrzo nakon slijetanja bivaju napadnuti od grupe nasilnih humanoida. Zastavnica Kaplan je ubijen, a Chakotay ranjen, no spašava ga druga grupa koju predvodi žena - Riley - koja odvodi Chakotaya na sigurno. Riley mu objašnjava da je članica velike grupe sastavljene od različitih vrsta koje su oteli tuđinci i ostavili da se brinu sami za sebe, no nisu svi od njih prijateljski raspoloženi.

Voyager pronalazi borgovu kocku kako lebdi svemirom. Tim odlazi na nju i pronalaze 1100 mrtvih borgovih radilica. Otkrivaju da je brod prestao funkcionirati prije pet godina.

Na planetu Chakotay je zaprepašten kada saznaje da su Riley i svi ostali Borg, ili da su barem bili. Oni nisu oteti već su bili asimilirani, no prije pet godina njihova kocka je bila oštećena u elektro-kinetičkoj oluji koja je prekinula njihovu vezu s Borg kolektivom. Oni koji su preživjeli su se naselili na obližnjem planetu, no ubrzo su se međusobno počeli boriti za hranu i ostale potrepštine. Riley se nada da im Chakotay može pomoći, no sada je on taj koji treba pomoć. Njegova jedina nada za ozdravljenjem jest da se poveže s Riley i manjom grupom u kolektivnu iscjeliteljsku vezu. Nakon što je to učinio, njegove ozljede su se gotovo iscijelile i osjeća se puno bliže cijeloj grupi, posebice prema Riley.

Pronašavši Chakotaya, Voyager teleportira svoga prvog časnika i Riley na brod. Riley traži pomoć od Janeway kako bi ponovo uspostavili kolektivnu vezu između svih bivših pripadnika Borga na planetu uz pomoć pokvarene borgove kocke. Ona vjeruje da će to zaustaviti borbu i nasilje i omogućiti im da rade zajedno i stvore pravu zajednicu. Janeway odbija, bojeći se aktivirati borgov brod i stvoriti novi kolektiv jer smatra da bi to bilo opasno za sve. Riley se vraća na planet, no ona je još povezana s Chakotayem i tu vezu iskoristi kako bi ga navela da im pomogne. Čim su ponovo uspostavili vezu, novi Kolektiv uništi borgovu kocku i oslobodi Chakotaya zahvaljujući mu na pomoći.

## Vanjske poveznice
- Sjedinjenje na startrek.com   Arhivirana inačica izvorne stranice od 27. kolovoza 2008. (Wayback Machine)